# Resolució 1400 del Consell de Seguretat de les Nacions Unides
La Resolució 1400 del Consell de Seguretat de les Nacions Unides fou adoptada per unanimitat el 28 de març de 2002. Després de recordar totes les resolucions anteriors sobre la situació a Sierra Leone, el Consell va ampliar el mandat de la Missió de les Nacions Unides a Sierra Leone (UNAMSIL) durant sis mesos més fins al 30 de setembre de 2002 en la fase de convocatòria de les eleccions generals de maig de 2002.

## Resolució

### Observacions
El Consell de Seguretat va acollir amb beneplàcit els progressos realitzats en el procés de pau de Sierra Leone, incloent l'aixecament d'un estat d'emergència. Mentrestant, la situació a la regió del riu Mano va romandre fràgil i hi va haver un augment significatiu en la quantitat de refugiats. Va subratllar la importància de les eleccions lliures i justes, l'extensió de l'autoritat estatal a tot el país, la reintegració dels excombatents, el respecte dels drets humans, el retorn sense restriccions dels refugiats i els desplaçats interns i l'adopció d'accions per posar fi a la impunitat. Es va donar la benvinguda a un acord entre el govern de Sierra Leone i les Nacions Unides per establir un Tribunal Especial per a Sierra Leone.

### Actes
Es va encoratjar al govern de Sierra Leone i al Front Revolucionari Unit (FRU) a enfortir els esforços per implementar l'Acord d'alto el foc signat a Abuja i continuar el diàleg i la reconciliació nacional. El Consell va donar la benvinguda a la finalització del procés de desarmament i va expressar la seva preocupació per un dèficit financer en el fons fiduciari multidonants. Va instar la restauració de l'autoritat civil i els serveis públics, especialment a les zones mineres de diamants, i va donar la benvinguda al desplegament de les Forces Armades de la República de Sierra Leone en operacions de seguretat fronterera.
La resolució es congratula per la creació d'un component electoral a la UNAMSIL, una Comissió de la Veritat i la Reconciliació i la contractació d'uns altres 30 assessors policials. Hi havia preocupació per la violència, en especial la violència sexual, contra dones i nens durant el conflicte, inclòs per personal de les Nacions Unides. A més, la UNAMSIL havia notificat proves de violacions dels drets humans i del dret internacional humanitari. El secretari general Kofi Annan va investigar les denúncies d'abusos per part del personal de la UNAMSIL, i va haver d'informar abans del 30 de juny de 2002 sobre la situació postelectoral, de drets humans i humanitària a Sierra Leone.